# Hliniszcza (rejon orszański)
Hliniszcza (biał. Глінішча; ros. Глинище, Gliniszcze) – wieś na Białorusi, w obwodzie witebskim, w rejonie orszańskim, w sielsowiecie Mieżawa.